# Thomas Gadisseux
Thomas Gadisseux est un journaliste politique belge originaire de Mouscron travaillant à la RTBF. Il a présenté différents programmes politiques, notamment L'Indiscret et Mise au Point. 
Il est l'auteur de documentaires sur la politique belge.
Depuis avril 2017, il est aux commandes de "L'invité" chaque matin sur La Première.